# Колібрі-смарагд кубинський
Колі́брі-смара́гд кубинський (Riccordia ricordii) — вид серпокрильцеподібних птахів родини колібрієвих (Trochilidae). Мешкає на Кубі і на Багамських островах. Вимерлий винногрудий колібрі-смарагд раніше вважався підвидом кубинського колібрі-смарагда.

## Опис

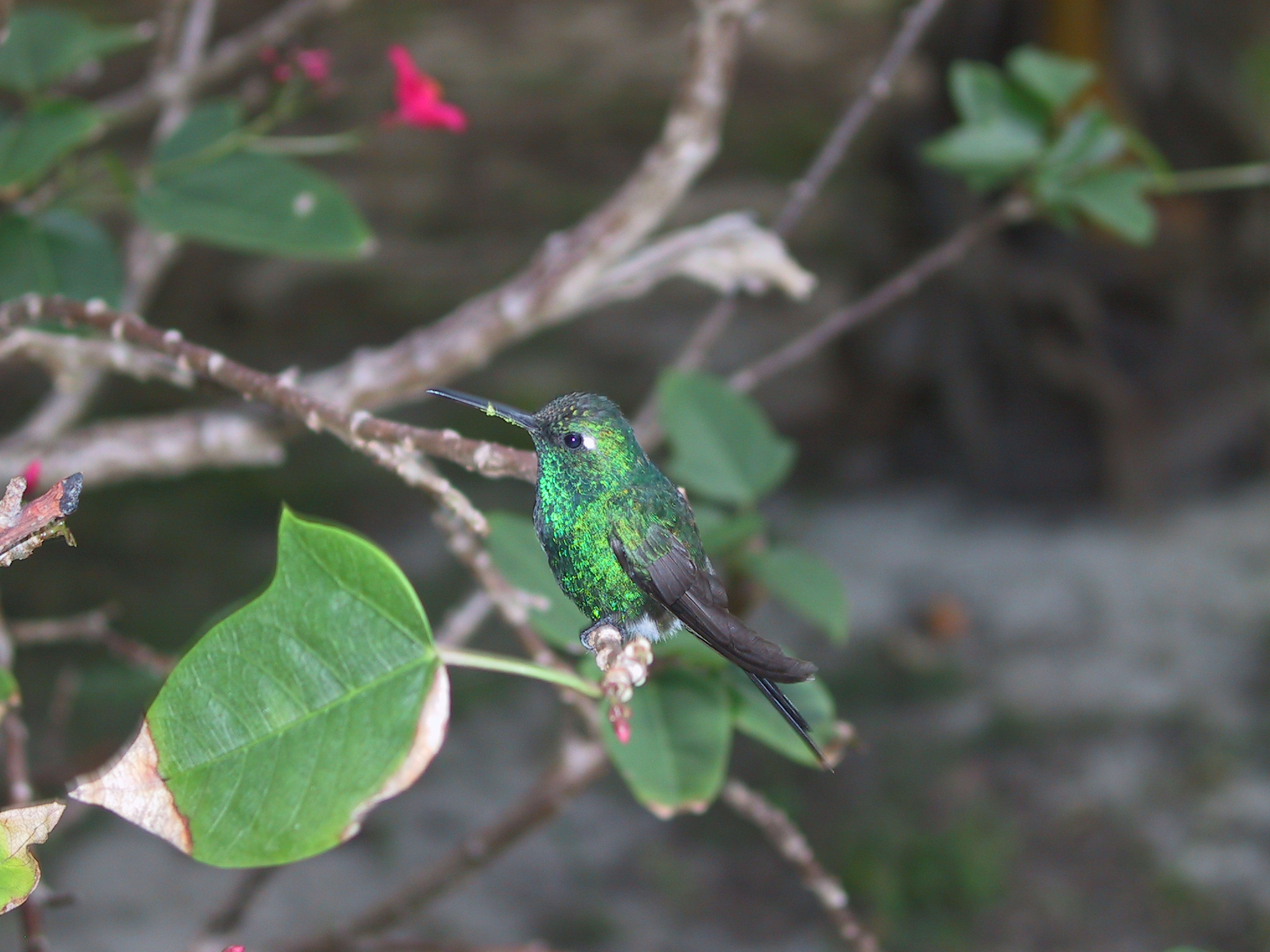
Самець кубинського колібрі-смарагда

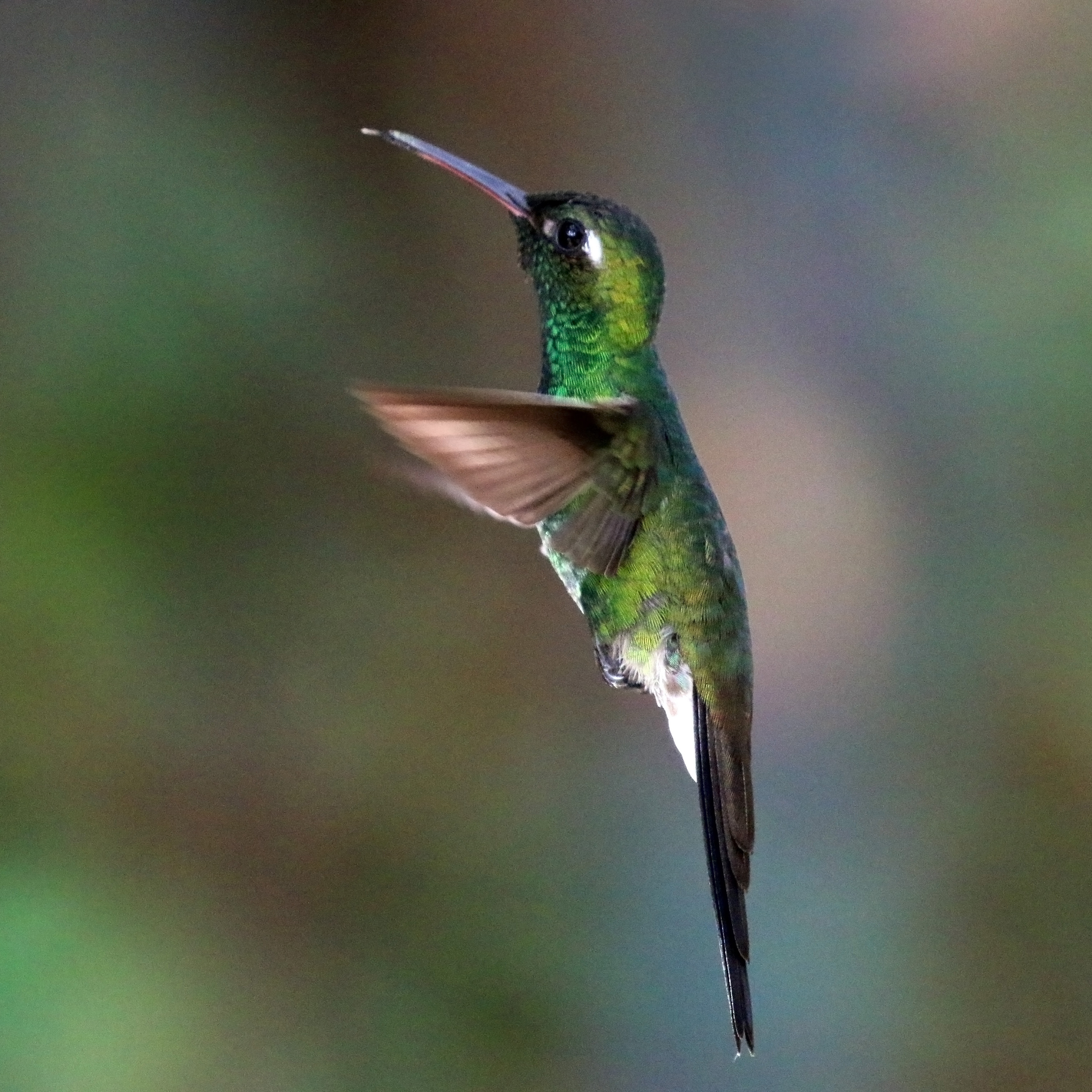
Самець кубинського колібрі-смарагда в польоті

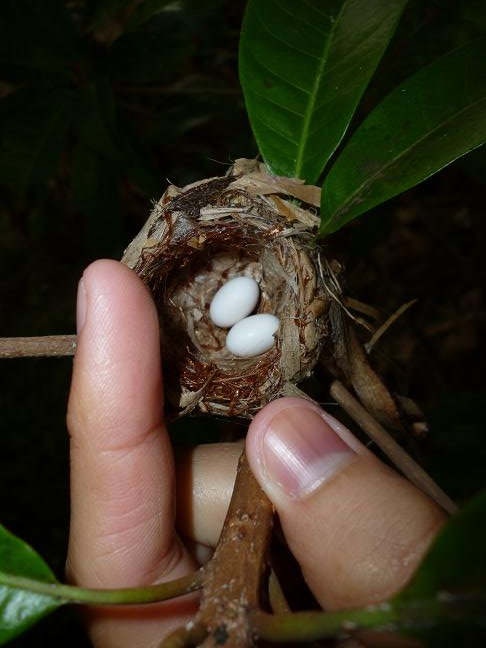
Гніздо кубинського колібрі-смарагда

Довжина самців становить 10,5-11,5 см. самиць 9,5-10,5 см, вага 2,5-5 г. У самців верхня частина тіла темно-зелена з бронзовим відблиском, за очима невеликі білі плямки. Нижня частина тіла переважно зелена з мемалевим відблиском, нижні покривні пера хвоста білі.Хвіст відносно довгий, глибоко роздвоєний, центральні стернові пера темно-бронзово-зелені, крайні стернові пера зеленувато-чорні або чорні. Дзьоб короткий, дещо вигнутий, зверху чорнуватий , знизу червоний, на кінці чорний.
У самиць верхня частина тіла трав'янисто-зелена або бронзово-зелена, нижня частина тіла у них світло-сіра або білувата, з боків зелена. Хвіст у них менш роздвоєний.абарвлення молодих самиців є подібним до забарвлення самиць, однак верхня частина тіла у них більш тьмяна.

## Поширення і екологія
Кубинські колібрі-смарагди мешкають на Кубі, зокрема на сусідньому острові Ісла-де-ла-Хувентуд та на сусідніх острівцях і рифах, таких як Кайо-Коко і Кайо-Ларго-дель-Сур, а також на островах Великий Багама, Грейт-Абако і Андрос в групі Багамських островів. Також вони спостерігалися на острові Грін-Кей в групі Британських Віргінських островів та на островах Теркс і Кайкос. На Кубі птахи живуть в сухих і вологих тропічних лісах і рідколіссях, а на Великому Багамі — в соснових лісах і прибережних чагарникових заростях. Також кубинські колібрі-смарагди зустрічаються в парках, садах і на плантаціях, на висоті до 1300 м над рівнем моря. на Кубі місцями на висоті до 2000 м над рівнем моря.
Кубинські колібрі-смарагди живляться нектаром різноманітних квітучих дерев і чагарників, який шукають на висоті 6 м над землею, а також дрібними безхребетними, яких ловлять в польоті або збирають з павутиння. Вони розмножуються протягом всього року, на Кубі переважно з квітня по липень. Гніздо чашоподібне, робиться з рослинних волокон, моху і кори, скріплених за допомогою павутиння, зовні покривається лишайником і шматочками кори. Воно розміщується в розвилці між гілками, на висоті від 1 до 4 м над землею. В кладці 2 яйця. Інкубаційний період триває 15-16 днів, пташенята покидають гніздо через 19-22 дні після вилуплення.